# Homeland (Florida)
Homeland es un lugar designado por el censo ubicado en el condado de Polk en el estado estadounidense de Florida. En el Censo de 2010 tenía una población de 366 habitantes y una densidad poblacional de 338,07 personas por km².

## Geografía
Homeland se encuentra ubicado en las coordenadas 27°49′6″N 81°49′37″O / 27.81833, -81.82694. Según la Oficina del Censo de los Estados Unidos, Homeland tiene una superficie total de 1.08 km², de la cual 1.08 km² corresponden a tierra firme y (0%) 0 km² es agua.

## Demografía
Según el censo de 2010, había 366 personas residiendo en Homeland. La densidad de población era de 338,07 hab./km². De los 366 habitantes, Homeland estaba compuesto por el 97.27% blancos, el 1.37% eran afroamericanos, el 0.82% eran amerindios, el 0% eran asiáticos, el 0% eran isleños del Pacífico, el 0% eran de otras razas y el 0.55% pertenecían a dos o más razas. Del total de la población el 11.2% eran hispanos o latinos de cualquier raza.